# 2. ŽNL Brodsko-posavska
2. ŽNL Brodsko-posavska predstavlja 7. stupanj nogometnih natjecanja u Hrvatskoj. Ligu čini 48 klubova podijeljenih u 3 skupine – centar (16), istok (16) i zapad (16). 
Prvoplasirani klubovi ulaze u viši rang -  1. ŽNL brodsko-posavsku, dok posljednjeplasirani ispadaju u 3. ŽNL.

### Klubovi u 2. ŽNL Brodsko-posavskoj u sezoni 2008./09.
| 2. ŽNL centar |                 |
| Klub          | Mjesto          |
| NK BONK       | Bebrina         |
| NK Bratstvo   | Vranovci        |
| NK Budainka   | Slavonski Brod  |
| NK Graničar   | Brodski Varoš   |
| NK Graničar   | Klakar          |
| NK Graničar   | Stupnički Kuti  |
| NK Mladost    | Malino          |
| NK Mladost    | Sibinj          |
| NK Posavac    | Kaniža          |
| NK Posavac    | Ruščica         |
| NK Slavonac   | Brodski Stupnik |
| NK Slavonac   | Slavonski Kobaš |
| NK Sloga      | Gromačnik       |
| NK Svjetlost  | Lužani          |
| NK Šokadija   | Šumeće          |
| NK Tomica     | Tomica          |

| 2. ŽNL Istok |                 |
| Klub         | Mjesto          |
| NK Dilj      | Klokočevik      |
| NK Dubrava   | Zadubravlje     |
| NK Gardun    | Garčin          |
| NK Graničar  | Slavonski Šamac |
| NK Mladost   | Bicko Selo      |
| NK Mladost   | Čajkovci        |
| NK Mladost   | Donja Bebrina   |
| NK Omladinac | Novi Grad       |
| NK Omladinac | Staro Topolje   |
| NK Posavac   | Kupina          |
| NK Raketa    | Beravci         |
| NK Sava      | Svilaj          |
| NK Selna     | Selna           |
| NK Slaven    | Trnjani         |
| NK Sloga     | Jaruge          |
| NK Zvonimir  | Donja Vrba      |

| 2. ŽNL Zapad |                  |
| Klub         | Mjesto           |
| NK Budućnost | Rešetari         |
| NK Croatia   | Tisovac          |
| NK Dinamo    | Godinjak         |
| NK Dragalić  | Dragalić         |
| NK Graničar  | Magić Mala       |
| NK Krečar    | Srednji Lipovac  |
| NK Mladost   | Brđani           |
| NK Omladinac | Vrbova           |
| NK Posavac   | Davor            |
| NK Polet     | Adžamovci        |
| NK Slaven    | Ljupina          |
| NK Slavonac  | Nova Kapela      |
| NK Slavonac  | Gunjavci         |
| NK Slavonija | Bodovaljci       |
| NK Sloboda   | Gornji Bogićevci |
| NK Soko AKZ  | Orubica          |

## Vanjske poveznice
- Brodsko posavski ŽNS